# 니하리
니하리(힌디어: निहारी, 우르두어: نہاری, 벵골어: নিহারী)는 인도, 파키스탄, 방글라데시 등 남아시아에서 즐겨 먹는 고기 요리이다. 파키스탄의 국민 음식 가운데 하나로 여겨진다.

## 이름
힌두스탄어 "니하리(निहारी/نہاری)"의 어원은 "낮"을 뜻하는 아랍어 "나하르(نهار)"이다. 무굴 제국의 나와브들이 파즈르 기도를 마치고 아침으로 먹었던 음식이라 이렇게 불리게 되었다.

## 만들기
쇠고기나 양고기, 염소고기 사태 부위를 쓰거나 닭고기를 쓰기도 한다. 매로가 맛을 내기 때문에 뼈가 붙은 고기를 쓰며, 향신료로는 강황, 계피, 깟씨, 고춧가루, 월계수 잎, 육두구, 정향, 카다멈, 블랙 카다멈, 쿠민, 필발, 회향, 후추 등이 쓰인다. 니하리를 만들 때는 먼저 녹인 기에 양파와 다진 마늘, 생강 등을 볶다가, 고기를 넣고 겉면이 노릇노릇하게 지지거나 튀긴다. 향신료를 넣고 물을 부어 고기가 푹 익도록 오래 조린 다음, 고기를 빼고 남은 국물에 밀가루 푼 물을 넣어 걸쭉하게 만든다. 빼놓았던 고기에 졸인 국물을 붓고, 라임과 채썬 생강 등을 곁들여 낸다. 

## 같이 보기
- 오소부코